# Jagaddala Mahavihara
Jagaddala Mahavihara (fl. finales del siglo XI - mediados del siglo XII) fue un monasterio budista y sede de aprendizaje en Varendra, una unidad geográfica en la actualidad norte de Bengala en Bangladés. Fue fundado por los reyes posteriores de la dinastía Pala, probablemente Ramapala (c. 1077-1120), muy probablemente en un sitio cerca del actual pueblo de Jagdal en Dhamoirhat Upazila en el noroeste Bangladés en la frontera con la India, cerca de Paharapur. En algunos textos también aparece con el nombre de Jaggadala.

## Ubicación
Poco se sabe sobre Jagaddala en comparación con los otros mahaviharas de la época. Durante muchos años no se pudo determinar su ubicación. A.K.M. Zakaria inspeccionó cinco ubicaciones probables, todas llamadas Jagdal o Jagadal, en la región de Rajshahi-Dhamoirhat: en Panchagarh (zila); en Haripur de Thakurgaon; en Bochaganj en Dinajpur; en Dhamoirhat de Naogaon; Bamangola de English Baza, India. De estas, ruinas antiguas importantes solo estaban presentes cerca de Jagdal en el distrito de Naogaon. Las excavaciones bajo los auspicios de la Unesco durante la última década han establecido el sitio como un monasterio budista.

## Historia

### Fundación
Un gran número de monasterios o viharas se establecieron en la antigua Bengala y Magadha durante los cuatro siglos de dominio del imperio Pala en el noreste de la India (756-1174).  Se dice que Dharmapala (781-821) fundó él mismo 50 viharas, incluida Vikramashila, la principal universidad de la época. Jaggadala fue fundada hacia el final de la dinastía Pala, muy probablemente por Ramapala (c. 1077-1120). Según fuentes tibetanas, destacaron cinco grandes mahaviharas: Vikramashila; Nalanda, pasada su mejor momento pero aún ilustre, Somapura Mahavihara, Odantapuri, y Jagaddala.  Los cinco monasterios formaron una red; «todos ellos estaban bajo supervisión estatal» y existía "«un sistema de coordinación entre ellos...» parece, a partir de la evidencia, que las diferentes sedes de aprendizaje budista que funcionaban en el este de la India bajo los Pala eran consideradas juntas como formando «una red, un grupo interconectado de instituciones»" y era común que los grandes académicos pasaran fácilmente de una posición a otra entre ellas.
Jagaddala se especializó en budismo Vajrayana. Se sabía que una gran cantidad de textos que aparecerían más tarde en el Kangyur y Tengyur fueron compuestos o copiados en Jagadala. Es probable que la antología de versos sánscritos más antigua fechada, el Subhāṣitaratnakoṣa, fuera compilada por Vidyakara en Jaggadala hacia finales del siglo XI o principios del XII.

### Abandono
Se dice que Śakyaśrībhadra, un erudito de Cachemira que fue el último abad de Nalanda Mahavihara e instrumento en la transmisión del budismo al Tíbet, huyó allí en 1204 desde Jagaddala cuando las incursiones musulmanas parecían inminentes. El historiador Sukumar Dutt situó tentativamente la destrucción final de Jagaddala en 1207; en cualquier caso, parece haber sido el último mahavihara en ser invadido.

## Excavación y estatus de la UNESCO
En 1999, Jagaddala fue presentado como sitio provisional para su inclusión en la lista de sitios del Patrimonio Mundial de la UNESCO. Esta informa que las excavaciones han revelado «un extenso montículo, de 105 metros de largo por 85 metros, que representa los restos arqueológicos de un monasterio budista... los hallazgos incluyen placas de terracota, ladrillos ornamentales, clavos, un lingote de oro y tres imágenes de piedra de deidades».

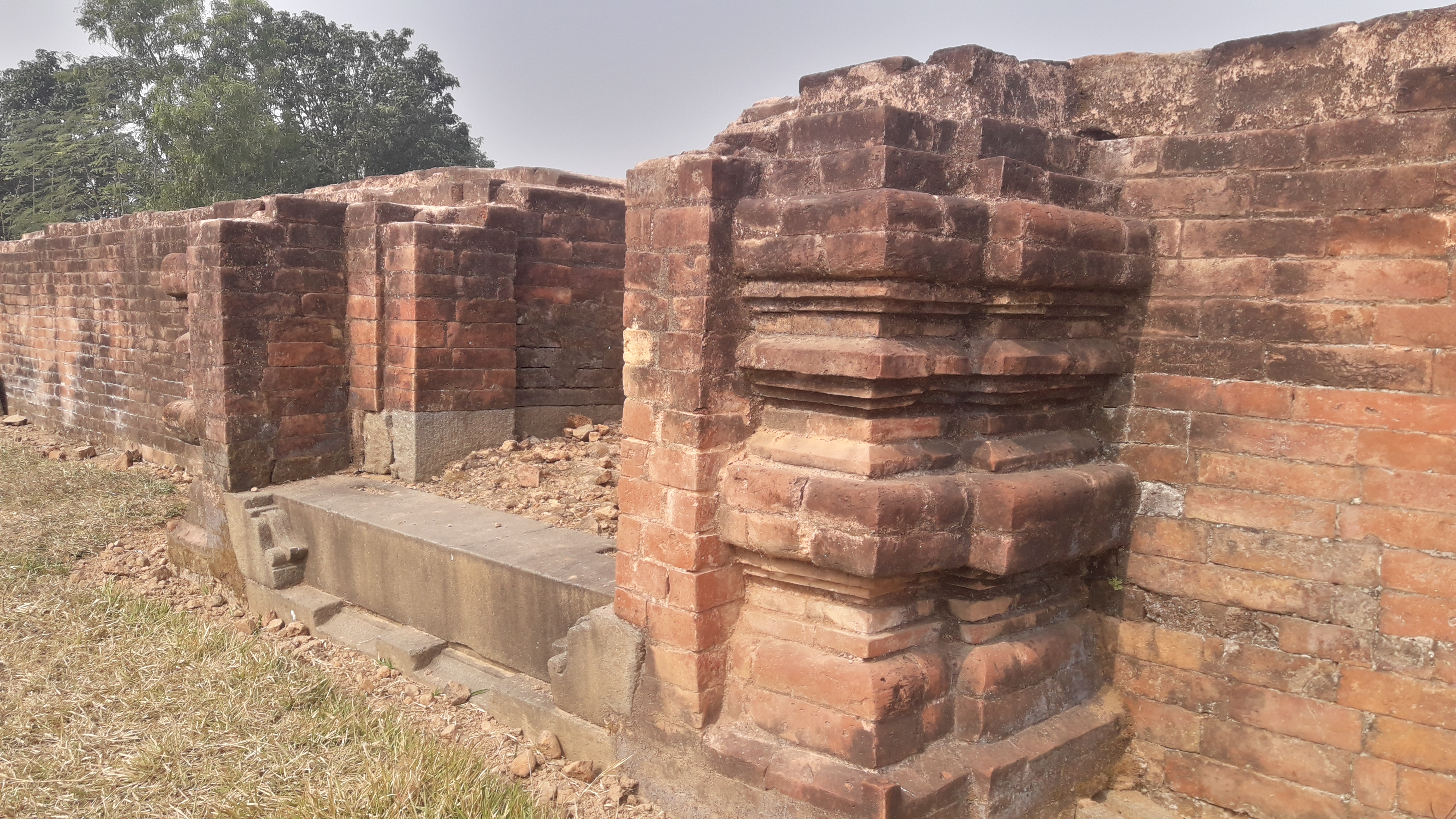
Ruinas de Jagaddala Mahavihara.
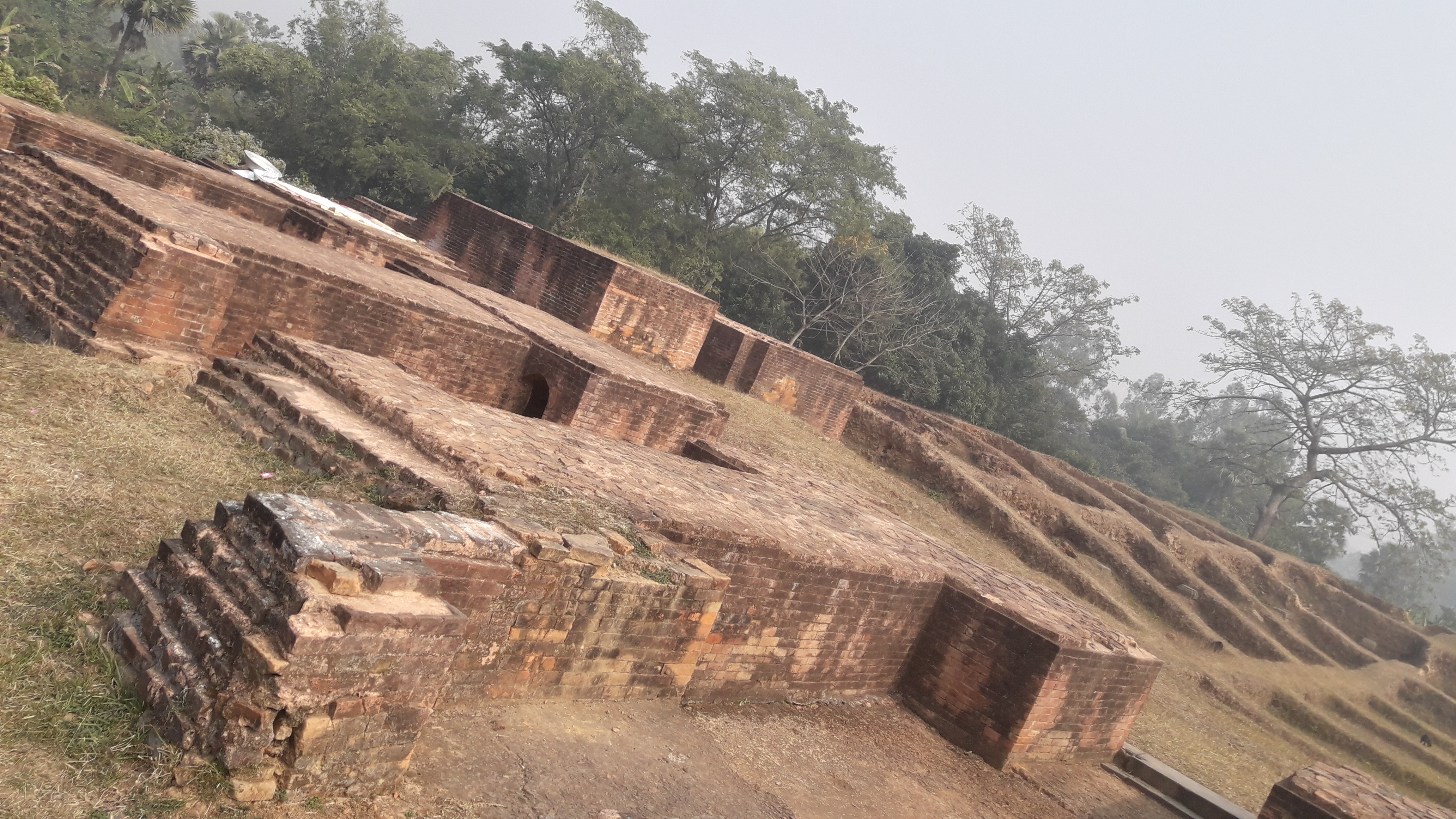
Jagaddala Mahavihara es el único vihara budista identificado y excavado en Bangladés que tiene un techo de alrededor de 60 cm de espesor.
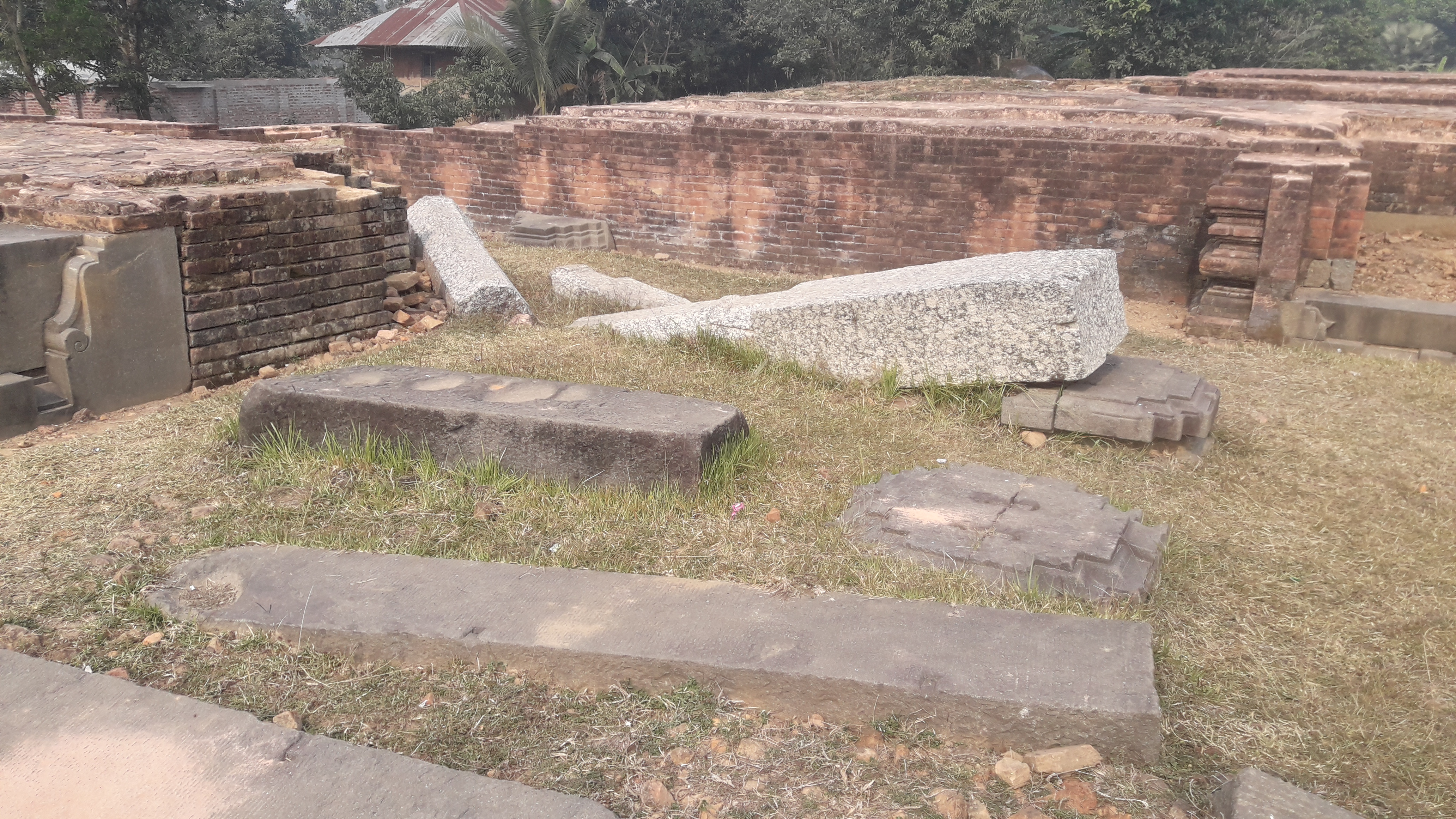
Pilares de piedra caídos.